# Cazilhac (Hérault)
Cazilhac é uma comuna francesa na região administrativa de Occitânia, no departamento de Hérault. Estende-se por uma área de 11,69 km². Em 2010 a comuna tinha 1 567 habitantes (densidade: 134 hab./km²).